# Санта Феличита (Авелино)
Санта Феличита је насеље у Италији у округу Авелино, региону Кампанија.
Према процени из 2011. у насељу је живело 94 становника. Насеље се налази на надморској висини од 757 м.